# Дачненська сільська рада (Одеський район)
Да́чненська сільська́ ра́да — орган місцевого самоврядування Дачненської сільської громади в Одеському районі Одеської області.

## Склад ради
Рада складається з 26 депутатів та голови.
- Голова ради: Сич Руслан Сергійович
- Секретар ради: Бабіна Валентина Євгеніївна

### Керівний склад попередніх скликань
| Прізвище, ім'я, по батькові | Основні відомості                                                  | Дата обрання | Дата звільнення |
| --------------------------- | ------------------------------------------------------------------ | ------------ | --------------- |
| Поліщук Борис Федорович     | Сільський голова, 1954 року народження, член Народної партії       | 26.03.2006   | 31.10.2010      |
| Сич Руслан Сергійович       | Сільський голова, 1969 року народження, освіта вища, позапартійний | 25.10.2020   | нині на посаді  |

Примітка: таблиця складена за даними сайту Верховної Ради України

### Депутати
За результатами місцевих виборів 2010 року депутатами ради стали:

#### За суб'єктами висування
| Суб'єкт висування            | Кількість обраних депутатів | %    |
| ---------------------------- | --------------------------- | ---- |
| Партія регіонів              | 19                          | 63,3 |
| Самовисування                | 9                           | 30   |
| Народна партія               | 1                           | 3,3  |
| Соціалістична партія України | 1                           | 3,3  |

#### За округами
| № округу                     | Прізвище, ім'я, по батькові      | Дата визнання обраним | Освіта             | Партійна приналежність             | Відомості про обраного депутата                                                       |
| ---------------------------- | -------------------------------- | --------------------- | ------------------ | ---------------------------------- | ------------------------------------------------------------------------------------- |
| Народна Партія               |                                  |                       |                    |                                    |                                                                                       |
| 29                           | Куркудим Михайло Михайлович      | 02.11.2010            | середня            | позапартійний                      | м. Одеса, Застава-1, стрілець                                                         |
| Партія регіонів              |                                  |                       |                    |                                    |                                                                                       |
| 1                            | Якобенчук Наталія Дмитрівна      | 02.11.2010            | вища               | позапартійна                       | ООО «Ескадор», бухгалтер                                                              |
| 4                            | Лукавецький Сергій Васильович    | 02.11.2010            | середня            | член Партії регіонів               | ВАТ «Укртелеком», оператор                                                            |
| 5                            | Куцик Вадим Дем'янович           | 02.11.2010            | вища               | позапартійний                      | пенсіонер                                                                             |
| 6                            | Бабіна Валентина Євгенівна       | 02.11.2010            | вища               | позапартійна                       |                                                                                       |
| 7                            | Варгоцька Олександра Тимофіївна  | 02.11.2010            | середня спеціальна | позапартійна                       | Дачненська загальноосвітня школа № 1, медична сестра                                  |
| 8                            | Ціон Олексій Петрович            | 02.11.2010            | середня            | член Партії регіонів               | морський транспортний порт                                                            |
| 10                           | Данилюк Микола Анатолійович      | 02.11.2010            | вища               | член Партії регіонів               | приватний підприємець                                                                 |
| 11                           | Веретенчук Тетяна Олександрівна  | 02.11.2010            | середня            | член Партії регіонів               | приватний підприємець                                                                 |
| 13                           | Яцій Віталій Вікторович          | 02.11.2010            | вища               | член Партії регіонів               | приватний підприємець                                                                 |
| 14                           | Кравченко Світлана Станіславівна | 02.11.2010            | вища               | позапартійна                       | Дачненська загальноосвітня школа № 1, заступник директора з навчально-виховної роботи |
| 16                           | Коломієць Альона Анатоліївна     | 02.11.2010            | вища               | позапартійна                       | дитячий ясла-садок «Антошка», бухгалтер                                               |
| 18                           | Федоренко Галина Федорівна       | 02.11.2010            | вища               | член Партії регіонів               | Дачненське споживче товариство, керівник                                              |
| 19                           | Коломієць Наталія Сергіївна      | 02.11.2010            | середня спеціальна | позапартійна                       | ТОВ «ВІНС», заступник директора міні-ринку                                            |
| 21                           | Чуйко Інна Петрівна              | 02.11.2010            | середня спеціальна | член Партії регіонів               | Дачненський будинок культури, директор                                                |
| 22                           | Камінська Галина Федорівна       | 02.11.2010            | середня спеціальна | член Партії регіонів               | Дачненська дільнична лікарня, медична сестра                                          |
| 23                           | Разумов Максим Володимирович     | 02.11.2010            | вища               | член Партії регіонів               | Біляївська дитяча спортивна школа, тренер                                             |
| 25                           | Левицька Тамара Віталіївна       | 02.11.2010            | вища               | позапартійна                       | Дачненський ясла-садок «Антошка», завідувачка                                         |
| 28                           | Грабовенко Олена Вячеславівна    | 02.11.2010            | вища               | позапартійна                       | Дачненська загальноосвітня школа № 1, заступник директора з навчально-виховної роботи |
| 30                           | Рекутін Ігор Віталійович         | 02.11.2010            | вища               | член Партії регіонів               | приватний підприємець                                                                 |
| Соціалістична партія України |                                  |                       |                    |                                    |                                                                                       |
| 26                           | Черкасов Анатолій Андрійович     | 02.11.2010            | середня            | член Соціалістичної партії України | дитячий ясла-садок «Антошка», технічний працівник                                     |
| Самовисування                |                                  |                       |                    |                                    |                                                                                       |
| 2                            | Новак Геннадій Дмитрович         | 02.11.2010            | вища               | позапартійний                      | приватний підприємець                                                                 |
| 3                            | Мусаєлян Лернік Борикович        | 02.11.2010            | вища               | позапартійний                      | журнал «Школа виживання „Мангуст“», головний редактор                                 |
| 9                            | Хозяєва Валентина Семенівна      | 02.11.2010            | середня спеціальна | член Комуністичної партії України  | Дачненська дільнична лікарня, акушерка                                                |
| 12                           | Прокопчук Олена Олександрівна    | 02.11.2010            | вища               | позапартійна                       | Дачненський навчально-виховний комплекс, вчитель                                      |
| 15                           | Сорокіна Олена Георгіївна        | 02.11.2010            | вища               | позапартійна                       | центр «Евмінова», м. Одеса, лікар                                                     |
| 17                           | Самодуров Олег Олександрович     | 02.11.2010            | середня            | позапартійний                      | тимчасово не працює                                                                   |
| 20                           | Місюль Марина Олександрівна      | 02.11.2010            | вища               | позапартійна                       | Дачненський навчально-виховний комплекс, заступник директора                          |
| 24                           | Ящук Володимир Олександрович     | 02.11.2010            | вища               | позапартійний                      | охоронне товариство «Супер — кентавр» м. Одеса                                        |
| 27                           | Літвінчук Любов Михайлівна       | 02.11.2010            | середня спеціальна | позапартійна                       | тимчасово не працює                                                                   |